# Alex Bell
Alex Bell, właśc. Alexander Bell (ur. 30 października 1882 w Kapsztadzie, zm. 30 listopada 1934 w Chorlton-cum-Hardy) – szkocki piłkarz występujący na pozycji pomocnika.
W barwach Manchesteru United i Blackburn Rovers rozegrał łącznie 213 spotkań i zdobył pięć bramek w Division One. W tych rozgrywkach zadebiutował jako zawodnik Manchesteru 1 września 1906 w wygranym 2:1 meczu z Bristol City, a 15 września 1906, w wygranym 2:0 spotkaniu z Sheffield United, strzelił swojego pierwszego gola w Division One. Z Manchesterem dwukrotnie zdobył mistrzostwo Anglii (1908, 1911) oraz triumfował w Pucharze Anglii (1909). W 1914 sięgnął także po mistrzostwo Anglii z Blackburn Rovers.
W reprezentacji Szkocji wystąpił jeden raz, 16 marca 1912 w wygranym 4:1 meczu British Home Championship z Irlandią.